# Козлов, Роман Витальевич
Роман Витальевич Козлов (род. 4 мая 1990) — российский самбист, призёр Кубка России, чемпион России, мастер спорта России.

## Спортивные результаты
- Чемпионат России по самбо 2011 года — ;
- Международный турнир по самбо «Мемориал Михаила Бурдикова» 2016 года — [1];
- Кубок России по самбо 2016 года — [2];
- Лично-командный чемпионат МВД России по самбо 2017 года — [3];
- Самбо на Всероссийской спартакиаде 2022 — ;